# Zamek Cieszyn
Zamek Cieszyn – samorządowa instytucja kultury prowadzona przez władze Cieszyna i województwa śląskiego. Pierwotna nazwa instytucji, to Śląski Zamek Sztuki i Przedsiębiorczości w Cieszynie. 

## Historia
Instytucja powstała w 2005 roku przy wykorzystaniu środków Unii Europejskiej (75%), dotacji z budżetu państwa, samorządu województwa śląskiego oraz miasta Cieszyna.  Od 1 stycznia 2011 roku Zamek Cieszyn został przekształcony na "ośrodek badań nad kulturą materialną i wzornictwem", co było też związane z tym, że instytucja od tego momentu była współprowadzona przez zarówno przez gminę Cieszyn jak i Śląski Urząd Marszałkowski w Katowicach. Statut nadała Rada Miejska Cieszyna 20 grudnia 2012 roku. Dyrektora Zamku Cieszyn powołuje i odwołuje burmistrz Cieszyna w uzgodnieniu z zarządem województwa śląskiego. Od 2005 roku do 2021 rok, dyrektorem Zamku Cieszyn była Ewa Gołębiowska. Od 2021 roku na okres 5 lat, na funkcję dyrektora została powołana Magdalena Chorąży-Suchy.
W 2012 roku została utworzona wystawa Dizajn po śląsku, która eksponuje nagrodzone i wyróżnione prace z  konkursu organizowanego przez Zamek Cieszyn p.n. "Śląska Rzecz"  - produktów, projektów graficznych i usług publicznych zrealizowanych w województwie śląskim. Początkowo wystawę tworzyły prace z siedmiu pierwszych edycji, m.in.: 
- wyroby puchowych z Pracowni Sprzętu Alpinistycznego Małachowski,
- kiosk multimedialny Infobox, wykonany przez spółkę Infobox,
- dywan _mohohej!DIA, wyprodukowany przez firmę Moho,
- sygnalizator drogowy ZIRslim, zaprojektowany przez Michała Latko i Leszka Czerwińskiego,
- krój pisma Silesiana, zaprojektowany przez Henryka Sakwerdę z pomocą Artura Frankowskiego,
- seria książek edukacyjnych „Trener” zaprojektowanych przez Grzegorza Podsiadlika, Parastudio,
- książka Indunature pod redakcją Marcina Dosia, zaprojektowaną przez Dominika Cymera.

Wystawa co roku była sukcesywnie uzupełniana o kolejne prace pochodzące z kolejnych edycji konkursu.
Od 2022 roku Zamek Cieszyn wraz ze Stowarzyszeniem Muzeum Drukarstwa w Cieszynie współorganizuje działalność Muzeum Drukarstwa w Cieszynie.
W 2023 roku Zamek Cieszyn przy wsparciu Norweskiego Mechanizmu Finansowego 2014-2021 (w ramach programu Rozwój lokalny), otworzył Szkołę Rzemiosł, w ramach której można było nabyć wiedzę i doświadczenie w sześciu wybranych rzemiosłach: plecionkarstwie, koronczarstwie koniakowskim, snycerstwie, rusznikarstwie, obróbce wełny, introligatorstwie.
Od grudnia 2023 roku Zamek Cieszyn prowadzi Transgraniczne Centrum Informacji Turystycznej, które istnieje przy moście granicznym na ulicy Zamkowej 1. Obok TCIT ustawiona jest replika tramwaju cieszyńskiego (produkowanego przez firmę Ringhoffer). 
W 2024 Szkoła Rzemiosł znalazła swoja kontynuację w II. edycji dofinansowanej ze środków Ministra Kultury i Dziedzictwa Narodowego (z Funduszu Promocji Kultury), co pozwoliło na naukę: rusznikarstwa, ceramiki, obróbki wełny z elementami tkactwa, snycerska z elementami tapicerstwa artystycznego, koronczarstwa, introligatorstwa z elementami konserwacji papieru.

## Działalność Zamku Cieszyn
Zamek Cieszyn został powołany aby "wzmacniać przedsiębiorczość poprzez promocję wzornictwa przemysłowego, wspierać rzemiosło artystyczne i ginące zawody oraz rozwijać turystykę". 
Do zadań Zamku Cieszyn należy: "promocja i pomoc we wdrażaniu wzornictwa, myślenia projektowego oraz nowych technologii w sektorze publicznym i prywatnym, inicjowanie i prowadzenie badań dotyczących kultury materialnej, przedsiębiorczości i wzornictwa, wspieranie rozwoju przedsiębiorczości, ochrona i popularyzacja rzemiosła artystycznego i ginących zawodów oraz rozwój i promocja turystyki kulturowej".
Celami statutowymi Zamku Cieszyn są:
- wspieranie rozwoju przedsiębiorczości i promocja wzornictwa przemysłowego,
- ochrona i popularyzacja rzemiosła artystycznego i ginących zawodów Śląska Cieszyńskiego,
- rozwój turystyki,
- prowadzenie działalności kulturalnej.

Instytucja osiąga swoje cele głównie poprzez prowadzenie działalności edukacyjnej i promocyjnej przy współpracy z organizacjami pozarządowymi oraz społecznościami lokalnymi i regionalnymi innych państw.
Na kanale You Tube, na oficjalnym profilu Zamku Cieszyn jest dostępnych kilkadziesiąt filmów, w których można m.in. obejrzeć jak wyglądały początki działalności, podsumowanie pierwszych 5 lat funkcjonowania oraz dokumenty z wielu wystaw i wydarzeń.

### "Projektujemy możliwości"
Projektujemy możliwości, to hasło promocyjne Zamku Cieszyn, które wraz z jego rozwinięciem zawiera opisowe cele działalności Zamku Cieszyn. Dotyczy to m.in. rozwoju "innowacyjnej przedsiębiorczości poprzez wykorzystanie potencjału wzornictwa'" oraz, tego że "(...) design jest skutecznym narzędziem podnoszenia konkurencyjności firm, instytucji, miast i regionów". Istotną deklaracją, którą znajduje odzwierciedlenie w szeregu działań Zamku Cieszyn jest ta, że "Zamek jest wielkim orędownikiem idei projektowania dla wszystkich z uwzględnieniem fizycznych, społecznych i kulturowych różnic". Od 2010r. Zamek Cieszyn jest siedzibą Instytutu Projektowania dla Wszystkich im. prof. Michała Oźmina i udostępnia archiwum EIDD Design for All Europe.

## Cykliczne wydarzenia
Wydarzenia, które cykliczne były organizowane przez Zamek Cieszyn (oraz współorganizowane i odbywające się na terenie Zamku Cieszyn), to:
- Urodziny Zamku Cieszyn - wykłady, wystawy, wycieczki[19]
- Graduation Projects - konkurs i wystawa prezentująca najlepsze prace dyplomowe z grafiki użytkowej i wzornictwa z krajów Wyszehradzkich[20]
- Śląska Rzecz -  regionalny konkurs, w którym nagradzane i wyróżniane są innowacyjne, projekty w szeroko pojętym obszarze designu[21]
- Letnia Szkoła Designu - warsztaty i szkolenia dla projektantów i studentów projektowania graficznego[13]
- Strachy na Zamku (wspólnie z KaSS Střelnice, Czeski Cieszyn) - konkursy, zabawy, kiermasz dla dzieci na Wzgórzu Zamkowym[22]
- Skarby z cieszyńskiej trówły - wystawy, wycieczki, konkursy, jarmark pokazy rzemiosła, koncerty[23]
- ABC Przedsiębiorczości - wykłady i szkolenia dla przedsiębiorców i osób zainteresowanych prowadzeniem działalności gospodarczej[24]
- Dizajn w przestrzeni publicznej - konferencja, wystawy i wykłady[25]
- Zaprojektuj Święta - wystawy, warsztaty i spotkania[26]

## Nagrody
W 2005 roku, projekt architektoniczno- urbanistyczny "Śląskiego Zamku Sztuki i Przedsiębiorczości w Cieszynie" (pierwotna nazwa Zamku Cieszyn) autorstwa Katarzyny Grzesiak, Moniki Janiczek-Zygmunt oraz Ewy Jędraszczyk otrzymał nagrodę w ramach konkursu "Najlepsza Przestrzeń Publiczna Województwa Śląskiego 2005". Konkurs organizował Zarząd Województwa Śląskiego pod patronatem Marszałka Województwa Śląskiego.
W 2011 roku Zamek Cieszyn WIPO (World Intellectual Property Organization) Award for Innovate Enterprises od Światowej Organizacji Własności Intelektualnej przyznała za "działania na rzecz rozwoju polskiego wzornictwa, sztuki i kształcenia nowych specjalistów w tych dziedzinach".
W 2018 roku na wniosek Urzędu Patentowego RP, Zamek Cieszyn otrzymał nagrodę honorową „Za zasługi dla wynalazczości” od Prezesa Rady Ministrów.
W 2021 roku Zamek Cieszyn otrzymał nagrodę Śląskiej Izby Budownictwa w konkursie „Śląskie Budowanie” w kategorii „Sztuka i Design w Przestrzeni Publicznej” oraz Statuetkę BenchMan, za propagowanie dobrego designu w przestrzeni publicznej.

## Dekada wystaw

### Rok 2024
- 18.07 - 15.09 - Śląska Rzecz 2023[31]
- 01.03 - 28.04 - Graduation Projects 2023[32]

### Rok 2023
- 10.12 - 25.02.2024  - wystawa prac absolwentów Szkoły Rzemiosł[33]
- 26.10 - 03.12 - Dizajn w przestrzeni publicznej - URBAN FARMiNG[34]
- 22.06 - 10.09 - Śląska Rzecz 2022[35]
- 01.06 - 31.08 - Dobre innowacje[36]
- 13.04 - 28.05 - Z naturą projektowane - wystawa prac studentów UTW Brenna[37]
- 10.03 - 28.05 - Graduation Projects 2022[38]
- 12.01 - 05.03 - TYPO-GRACZE – wystawa prac studentów Instytutu Sztuk Plastycznych UŚ[39]

### Rok 2022
- 17.09 - 08.01.2023 - Dizajn w przestrzeni publicznej. Rzemiosło[40]
- 25.07 - 05.09  - Wyzwania projektowe. Wystawa prac studentów AP w Katowicach[41]
- 03.06 - 11.09  - Śląska Rzecz 2021. Wystawa pokonkursowa[42]
- 11.03 - 22.05 - Graduation Projects 2021 - międzynarodowy przegląd projektów dyplomowych[43]

### Rok 2021
- 12.12 - 27.02.2022 - Dizajn w przestrzeni publicznej. Nasza zima zła?[44]
- 17.09 - 31.10  - Wood you like – wystawa fotografii architektury drewnianej[45]
- 17.09 - 31.10 - Przystanki z rzemiosłem[46]
- 17.09 - 31.10 - Cieszyńskie cechy rzemieślnicze[47]
- 09.07 - 12.09  - Śląska Rzecz 2020 – wystawa pokonkursowa[48]
- 01.06 - 04.07  - Domek na drzewie[49]
- 19.03 - 07.05  - Graduation projects 2020 - Międzynarodowy przegląd projektów dyplomowych[50]

### Rok 2020
- 03.12 - 14.03  - Splatając wątki. Konteksty nowego rzemiosła[51]
- 11.09 - 29.11 - Śląska Rzecz 2019. Wystawa pokonkursowa[52]
- 26.06  - 06.09 - Nivea jest dobra na wszystko[53]
- 21.02 - 26.04 oraz 21.05 - 21.06 - Graduation Projects 2019[54][55]
- 22.02 - 01.03  - Opowieści z fabryk mebli giętych[56]
- 04.02 - 16.02 - 60 na 100. Sąsiadki z udziałem Małgorzaty Tkacz-Janik oraz Marty Frej[57]

### Rok 2019
- 30.10 - 12.01.2020 - Śląska Rzecz 2018 – wystawa pokonkursowa[58]
- 19.09 - 20.10  - Robić/Rzeczy[59]
- 19.09 - 20.10 - Małe, ale Cieszyn[60]
- 12.06 - 01.09 - Dizajn w przestrzeni publicznej. Woda[61]
- 09.05 - 10.06 - Śląska Rzecz 2018 – wystawa pokonkursowa[62]
- 08.05 - 09.06 - 1989. Rok Wolności[63]
- 27.04-24.05 - Mini wonders. Czeskie zabawki wczoraj i dziś[64]
- 05.04 - 21.04 - VIDAK International Poster Design Exhibition – wystawa koreańskiego projektowania graficznego[65]
- 02.03 - 07.04 - Graduation Projects 2018[66]
- 16.01 - 22.02 - Co siedzi w głowach projektantek?[67]

### Rok 2018
- 17.10 - 9.12 - Gospodarze. Cieszyńscy przedsiębiorcy w pierwszych latach Niepodległej[68]
- 17.10 - 4.11 - Rok 1918 na Śląsku Cieszyńskim i w zachodniej Galicji w zasobie archiwalnym Oddziałów w Bielsku-Białej i Cieszynie Archiwum Państwowego w Katowicach[68]
- 21.09 - 19.10 - Powroty – wystawa fotografii Marka Džupina[69]
- 21.09 - 14.10 - Kłębek wełny pokazująca historyczne i współczesne konteksty wykorzystania wełny[69]
- 14.06 - 26.06 - Co siedzi w głowach projektantek?[70]
- 18.06 - 11.09 - Dizajn w przestrzeni publicznej. W podróży[71]
- 09.05 - 10.06 - Śląska Rzecz 2017. Wystawa pokonkursowa[72]
- 28.04 - 11.05 - Historia czeskiego dizajnu. Od kubizmu do XXI wieku[73]
- 14.03 - 22.04 - Obywatelki. Kobiety Śląska Cieszyńskiego dla Niepodległej[74]
- 27.01 - 11.03 - Graduation Projects 2017[75]
- 26.01 - 11.03 - Human Cities.Challenging the City Scale[76]
- 26.01 - 11.03 - Przystanek Cieszyn[76]

### Rok 2017
- 06.12 - 6.01.2018 - Boże Narodzenie na dworze Piastów cieszyńskich[77]
- 27.10 - 21.01.2018 - Tu czy tam? – współczesna polska ilustracja dla dzieci[78]
- 17.10 - 4.11 - Rok 1918 na Śląsku Cieszyńskim i w zachodniej Galicji w zasobie archiwalnym Oddziałów w Bielsku-Białej i Cieszynie Archiwum Państwowego w Katowicach[79]
- 23.09 - 22.10 - Sploty na fali – ASP Kraków i Stowarzyszenie Serfenta[80]
- 11.08 - 22.10 - Dizajn w przestrzeni publicznej. Mamy problem?[81]
- 24.06 - Grafika ZaGra. Wystawa prac studentów Projektowania Gier i Przestrzeni Wirtualnej Uniwersytetu Śląskiego[82]
- 21.06 - 3.07 - Śląska Rzecz 2016 - wystawa laureatów konkursu i nominowanych do prezentacji w trzech kategoriach: produkt, grafika użytkowa, usługa[83]
- 10.06 - 2.07 - Zapomniany śląski Stephenson[84]
- 27.04 - 18.06 - Miasto i Las[85]
- 27.04 - 4.06 - Pass it on / Przekaż dalej[86]
- 25.02 - 23.04  - Graduation Projects 2016 – wystawa prac dyplomowych z Czech, Polski, Słowacji i Węgier[87]
- 25.02 - 23.04 - AGD Zlin – retrospektywna wystawa z okazji 20-lecia Pracowni Projektowania Graficznego Uniwersytetu Tomasza Baty[88]
- 24.02 - 26.03 - Człowiek – Dystrybucja Zasobów II[89]

### Rok 2016
- 18.12 - 19.02.2017 - GoścINNOŚĆ[90]
- 9.11 - 11.12 - Dizajn w przestrzeni publicznej. Dostępność w miastach historycznych[91]
- 23.09 - 6.10 - Tak fotografowano dawniej – wystawa starych zdjęć i sprzętu fotograficznego[92]
- 23.09 - 31.10 - Samowystarczalność. Rogożyna – wystawa współczesnych obiektów stworzonych z rogożyny (pałki wodnej) przez studentów ASP w Krakowie[93]
- 23.09 - 31.10 - Beskidzki haft krzyżykowy – wystawa ze zbiorów Muzeum „Na Grapie”[92]
- 8.08 - 31.10 - Let’s bee friends, czyli zaprzyjaźnij się z pszczołami[94]
- 15.06 - 31.07 - Śląska Rzecz 2015. Wystawa pokonkursowa[95]
- 29.04 - 12.06 - Odczarować wiklinę - Akademia Sztuk Pięknych im. Jana Matejki w Krakowie[96]
- 29.04 - 3.07 - Jak sobie wysiejesz, tak Ci wyrośnie… Dobre praktyki w rodzinnym ogrodzie[97]
- 13.04 - 5.06 - II Ogólnopolska Wystawa Znaków Graficznych[98]
- 30.01 - 10.04 - Graduation Projects 2015[99]

### Rok 2015
- 13.12 - 24.01.2016 - Czas jest wszystkim. (Nie)codzienne kalendarze[100]
- 10.11 -17.01.2016 - Dizajn w przestrzeni publicznej. Zmiana[101]
- 26.10 - 30.11 - Mebel marzeń 2015[102]
- 20.09 - 31.10 - Tutaj jesteśmy – wystawa prac uczniów i studentów Szkoły Malarstwa, Rysunku, Fotografii i Myślenia w Cieszynie[103]
- 18.09 - 31.10 - Folk jest trendy – wystawa malarstwa Kariny Czernek[104]
- 17.09 - 3.11 - Trówła. Portret podwójny[105]
- 1.09 - 31.10  - Nie tylko Chińczyk, czyli gry planszowe na Zamku[106]
- 1.08-  13.09 - Myśli zmieniające świat[107]
- 1.08 - 13.09  - Design w terenie[108]
- 17.06 - 26.07 - Śląska Rzecz 2014 -  wystawa pokonkursowa[109]
- 2.06.- 12.07 - Rozmowa – wystawa prac studentów Pracowni Ceramiki Instytutu Sztuki w Cieszynie[110]
- 28.04 - 7.06 - Farbione na modro. Modrzyńce w tradycji i modzie[111].
- 18.03.- 12.04 - Święta Wielkiej Nocy[112]
- 28.02 - 19.04 - Graduation Projects 2014[113]
- 27.02 - 31.05 - Dizajn tuStela[114]
- 27.02 - 31.03 - Projektowanie... do usług![115]
- 27.02 - 31.03 - Projektowanie w drodze / Design na cestě[116]
- 9.01 - 15.02 - Viva Basket! [117]
- 14.12.2014 -15.02.2015 - Świet(l)ne historie  / Bright Stories[118]

## Projekty
Projekty, których inicjatorem był Zamek Cieszyn, to: 
- listopad 2023 – październik 2025 - Utworzenie Regionalnego Obserwatorium Innowacji
- styczeń – grudzień 2017 - Graduation Projects Platform
- październik 2014 – wrzesień 2018 - Human Cities Challenging the City Scale
- sierpień 2014 – czerwiec 2015 - Wool Design. Carpathians
- maj 2014 – listopad 2014 - Tool. Exceed the limits
- maj 2014 – grudzień 2014 - Craft. Old for New
- październik 2013 – grudzień 2013 - Glass&Cup. Polish Design Stories
- lipiec 2013 – czerwiec 2015 - Śląski Klaster Dizajnu
- kwiecień 2011 – grudzień 2013 - Design Silesia II
- 2013 - Dojrzałość dobrze zaprojektowana
- marzec 2012 – marzec 2015 - Platforma SEE. Sharing Experience Europe Policy Innovation Design
- wrzesień 2011 – sierpień 2013 - Przedsiębiorczość Akademicka na Start
- 1 lipca 2011 do 30 czerwca 2013r - Śląski Klaster Dizajnu
- styczeń 2011 – grudzień 2012 - Innowacyjna współpraca (Innowacyjny rozwój współpracy transgranicznej instytucji Województwa Śląskiego
- wrzesień 2010 - marzec 2012 - Akademia Tradycyjnego Rzemiosła. Rozwój oferty turystycznej Euroregionu Śląsk Cieszyński
- kwiecień 2010 – marzec 2011 - Design Silesia I
- styczeń 2010 - kwiecień 2011 - Revita Silesia II
- czerwiec 2009 –  maj 2011 - Regionalna Sieć Promocji i Transferu Technologii w Województwie Śląskim
- styczeń 2009 – lipiec 2009 - Revita Silesia I
- 2008 - 2011 - Platforma SEE. Sharing Experience Europe Policy Innovation Design
- 2006 - Polsko-Czeska Akademia Ginących Zawodów
- 2005 - 2008 - Regionalna Sieć Promocji i Transferu Technologii
- styczeń 2005 –  listopad 2007 - Śląska Sieć na Rzecz Wzornictwa. Projekt zdobył nagrodę „Najlepszej inwestycji w ludzi 2007" w konkursie „Dobre praktyki Europejskiego Funduszu Społecznego", organizowanym przez Ministerstwo Rozwoju Regionalnego[120].

## Rada Programowa
Członkami Rady Programowej Zamku Cieszyn są:
- Pete Kercher  - przedstawiciel EIDD - Design for All Europe, teoretyk designu, promotor projektowania dla wszystkich,
- Jan Kawulok - Przewodniczący Sejmiku Województwa Śląskiego,
- UŚ.Dr hab. Katarzyna Marcol - dziekan Wydziału Sztuki i Nauk o Edukacji w Cieszynie, antropolog kultury,
- dr inż. arch. Bartłomiej Buława, prodziekan ds. nauki oraz adiunkt na Wydziale Architektury, Budownictwa i Sztuk Stosowanych Akademii Śląskiej, architekt, urbanista, wykładowca,
- dr hab. Anna Pohl - doktor habilitowana sztuki, profesor uczelni Akademia Sztuk Pięknych w Katowicach, kierownik Katedry Projektowania Komunikacji Wizualnej,
- Marek Zieliński - przedstawiciel Zarządu Województwa Śląskiego, Dyrektor Instytucji Ars Cameralis Silesiae Superioris - Górnośląski Festiwal Sztuki Kameralnej,
- Jerzy Wałga - przedstawiciel Rady Miejskiej Cieszyna,
- Laura Andrukiewicz - przedstawiciel Burmistrza Miasta Cieszyna.

## Przyjaciele Zamku Cieszyn
"Przyjaciel Zamku", to honorowy tytuł nadawany osobom/instytucjom/firmom od 2005 do 2019 roku, które "w szczególny sposób angażują się i wspierają działania Zamku. Wyróżnieni otrzymują numerowane legitymacje i odznaki". Wyróżnienia były oficjalnie przyznawane w trakcie cyklicznej imprezy "Urodziny Zamku Cieszyn":
- 2019 rok: Paulina Syrokosz, Marta Więckowska, Jerzy Wałga
- 2018 rok: nie przyznano
- 2017 rok: Sylwia Cieślar, Michał Piernikowski
- 2016 rok: nie przyznano
- 2015 rok: AVION, Alicja Duda, Jacek Mrowczyk, WZORRO, Józef Michałek, Bartłomiej Cholewa, Grzegorz Wawrow, Kazimierz Branny, Marcin Sanetra, Andrzej Słota,
- 2014 rok: Halina Bocheńska, Monika Brauntsch, Šárka Klimoszová, Katarzyna Rucka-Ryś, Alicja Stępnikowska, Aleksandra Trybuś,
- 2013 rok: Karol Śliwka, Irma Kozina, Marek Cecuła, Joanna Wowrzeczka, Renata Glac, Anna Zabdyrska, Leszek Richter, Pawel Noga,
- 2012 rok: Weronika Rochacka, Pete Kercher, Zdzisław Sobierajski, Marek Zając, Zosia Sobczyńska, Bogdan Kosak, Sebastian Woźniak
- 2011 rok: Anna Dudzińska, Zuzanna Skalska, Zofia Sobczyńska, Bogdan Ficek, Teodor Ziętek,
- 2010 rok: Justyna Lauer, Wojciech Tomala, Janusz Obtułowicz, Piotr Koszek, Tomasz Bierkowski,
- 2009 rok: Tomasz Budzyń, Fundacja Pro Helvetia, Emilia i Marian Czapkowie,
- 2008 rok: Alicja Adamczak, Hanna Kaniasta, Czesław Banot, Alina Bańczyk, Oskar Knapik, Piotr Volkmer, Tadeusz Adamski,
- 2007 rok: Paweł Balcerzak, Krystyna i Zbigniew Folwarczni, Łucja Ginko, Kinga i Wojciech Riess, Ewa Satalecka, Karol Suszka, Oficyna Drukarsko-Wydawnicza Akant,
- 2006 rok: Anna Stefaniak-Bacza, Alina Rakowska, MZD, Bogdan Kasperek, ks. Janusz Sikora, Marian Jarosz, Marian Oslislo, Justyna Kucharczyk, Andrzej Sobaś,
- 2005 rok: Jan Olbrycht, Elżbieta Bieńkowska, Luk Palmen, Włodzimierz Cybulski, Irena Kwaśny, Janusz Konaszewski, Czesława Frejlich, Michał Stefanowski.